# A toda prueba
A toda prueba (en inglés Endurance) es un programa de televisión de resistencia física donde 10 chicos y 10 chicas tienen que pasar una serie de pruebas para llevarse el gran premio de viaje. El programa es televisado en Discovery Kids y es conducido por JD Roth. Se hicieron 6 temporadas, pero en Latinoamérica se emitieron 2: una en 2002 y otra en 2003.

## Equipos
En la primera temporada de A toda prueba fueron siete equipos y fueron saliendo en reversa de como fueron escogidos.
- Azul: Aaron y Jonna (Ganadores de la competencia)
- Amarillo: Jon y Sabrina
- Rojo: Christian y Ashley
- Verde: Trevor y Lana
- Naranja: Skyler y Chelsea
- Púrpura: Brandon y Layla
- Gris: Max y Jenna (primeros en salir y escogidos para participar en a A toda prueba 2)

## Las misiones
1° LINEA DEL TIEMPO: Eliminación.
2° DESTINO CAE: Selección de compañeros.Inicialmente Jonna creó una lista donde todos tenían los compañeros que querían sin embargo algunos se dieron la tarea de destruirla y revolverla los únicos equipos de acuerdo a la lista fueron el amarillo, el azul, el rojo y el gris que por ser el último recibió 2 piezas.
3° TILT: Gana azul, dan el samadhi al naranja por débil.
4° ENNUDADOS: Gana azul y envía al gris y al verde
5° PLANTA LA BANDERA: Gana amarillo y le da el samadhi al púrpura.
6° JUEGO RESBALOSO: Gana rojo y envía al púrpura y naranja
7° EL AGUA AL POZO: Gana el amarillo y da el samadhi a naranja
8° ERUPCION: Gana el azul y envía al verde y al naranja
9° LA CASA DE LAS CARTAS: Gana verde y en venganza da el samadhi al azul.
10° DESCIFRALO: Para sorpresa de todos, gana el azul y envía al verde y al amarillo.
11° COSTRUYE UNA PIRAMIDE: gana azul y cuando va a dar el samadhi, JD interroga a Aaron sobre por qué decidió eliminar a los equipos débiles, el contesta que se le hace más justo una lucha entre los más fuertes y JD le pregunta si lo más justo no sería eliminar el samadhi del juego; él dice que si por lo tanto el samadhi se elimina. 
12° SALTOS DEL DESTINO: El juego comienza con el amarillo burlándose del azul y diciéndoles que le van a ganar pero en el desafío azul impone un récord de ganar 3 misiones seguidas,  el cual nunca se rompe en ninguna de las siguientes temporadas.
13°NO SUELTES LA PELOTA: La gran misión final está en prueba la pieza que dejó el rojo, amarillo gana, es un 5/5 pero en la última competencia azul obtiene la pirámide dorada y gana.
La segunda temporada de A toda prueba contó con ocho equipos:
- Gris: Wayne y Maryelle (Primeros en salir)
- Púrpura: Jeff y Annie (Quintos en salir)
- Naranja: Tyler y Michelle (Sextos en salir)
- Verde: Mike y Keetin (Segundo lugar A toda prueba 2)
- Rojo: Phil y Jacquelynn (Segundos en salir)
- Amarillo: Shep y Calley (Cuartos en salir)
- Azul: Scooter y Christa (Terceros en salir)
- Marrón: Regreso de Max y Jenna (Antiguo equipo gris y campeones A toda prueba 2).

1°DROP OUT: eliminación de 3 chicos y 3 chicas, en la misión tenían que sostener una barra sobre sus brazos, si la bajaban la plataforma se caía solo colgando podían permanecer los que se caían al agua se iban
2°MOJADOS: selección de compañeros mediante pelotas de colores, si un chico y chica tenían el mismo color eran equipo solo un problema, no podían verse al momento de agarrar la pelota el equipo más desilusionado fue el naranja
próximamente temporadas 2, 3, 4, 5 y 6 
Las siguientes temporadas no se han transmitido en este canal. La última temporada fue Endurance Fiji.

## Templo
En este lugar son enviados 2 equipos por el ganador de la misión y se decidía con una especie de piedra, papel o tijera que queda así:
- El fuego quema la madera
- La madera flota en el agua
- El agua apaga el fuego

También se efectúa el campeonato con los 2 finalistas por el control de todas las piezas

## Piezas piramidales y el Samadhi
Las piezas son la clave de la victoria y se ganan en misiones de resistencia. El Samadhi (que es una palabra budista que significa contemplación) afecta en la misión del templo, de A toda prueba uno son:
- Corazón (Heart)
- Valor (Courage)
- Conocimiento (Knowledege)
- Suerte (Luck)
- Fuerza (Strength)
- Perseverancia (Perseverance)
- Disciplina (Discipline)
- Liderazgo (Leadership)
- Confianza (Trust)
- Compromiso (Commitment)

En A toda prueba 2 se agregan Trabajo en equipo (Teamwork) e ingenio (Ingenulty), en la cuarta se agrega Amistad (friendship) y en la sexta se agrega Karma, ambas inspiradas en las temporadas anteriores.
En A toda prueba 2 el Samadhi fue eliminado del juego por el equipo naranja.

## Viajes
En A toda prueba uno hay siete viajes a escoger y son:
- Galápagos
- Australia
- Belice
- Costa Rica
- Amazonas
- Safari por Kenia y Tanzania
- Barco por Bali a Cómodo

En A toda prueba 2 solo hay el viaje a la isla de las Bahamas Atlantis Paradise

## Misión final
Se juegan con todas las piezas, en un tablero hay inicialmente 3 pirámides debajo de una hay una pirámide dorada, empieza el equipo con menos piezas; puede poner todas las piezas que quiera siempre y cuando deje un lugar para su oponente, quien encuentra la pirámide dorada se lleva todas las de tablero, el número va aumentando y el juego termina cuando un equipo tiene todas las piezas.

## Récords
- Azul (temporada 1)y verde (temporada 4) ganan 3 misiones seguidas.

- Azul (temporada 1) gana 6 misiones en total.

- Gris (temporadas 1, 2, 4, 5)son el primer equipo en irse.

- Gris (temporada 3)gana 10 piezas a través de las misiones y para la final.

- Naranja (temporada 1,4,5) son el tercer equipo en irse

- Naranja (temporada 3)llega a la final con 2 piezas.

- Erika (equipo rojo, temporada 4)vence a todos los chicos y chicas en las pruebas de fuerza.

- Azul (temporada 4)llega a la final 4 sin ganar una misión propia, la que ganó fue de super equipos.En todas las temporadas los 4 finales ya han ganado una misión.

- Púrpura (temporada 4)logra armar un rompecabezas en 51 segundos jd dijo que el tiempo aproximado era de 5 a 10 minutos, al ganar tan rápido evitó que el rojo participaran pues el samadhilos hacía comenzar un minuto después.

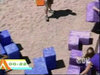

- Azul (temporada 5)sobrevive 3 veces al templo.

- Verde (temporada 5)gana 5 piezas en la batalla por las piezas.

- Azul(1), naranja(2), amarillo(3), púrpura(5)y rojo(6) vencen al samadhi.

- Azul (temporada 6)gana con 6 piezas.

- Datos: Q5376654